# Lijst van schilderijen in het Rijksmuseum Amsterdam/Rn-Rz
Lijst van schilderijen in het Rijksmuseum Amsterdam met werken van schilders van wie de achternaam begint met de letters Rn t/m Rz. Vermeldingen in het grijs geven aan dat het werk geen deel meer uitmaakt van de collectie van het Rijksmuseum, bijvoorbeeld omdat het in bruikleen gegeven is aan een andere instelling of omdat het teruggegeven is aan de bruikleengever.
| Inventarisnummer | Toeschrijving                            | Titel                                                                                              | Datering      | Afbeelding |
| ---------------- | ---------------------------------------- | -------------------------------------------------------------------------------------------------- | ------------- | ---------- |
| SK-A-4695        | Suze Robertson                           | Portret van een jonge vrouw                                                                        | 1875-1922     |            |
| SK-A-4696        | Suze Robertson                           | Boerenvrouw aardappels schillend                                                                   | 1875-1922     |            |
| SK-C-1678        | Suze Robertson                           | Stilleven met tinnen schotel en fles                                                               | Ca. 1892      |            |
| SK-A-1758        | Charles Rochussen                        | Napoleon met zijn staf                                                                             | 1840-1850     |            |
| SK-A-4883        | Charles Rochussen                        | Terugkeer van de jacht                                                                             | 1845          |            |
| SK-A-3923        | Charles Rochussen                        | De renbaan te Scheveningen, geopend op 3 augustus 1846                                             | 1846          |            |
| SK-A-1759        | Charles Rochussen                        | Park in de omgeving van Parijs                                                                     | 1848          |            |
| SK-A-4935        | Charles Rochussen                        | De koloniën brengen hulde aan de Nederlandse maagd                                                 | 1852          |            |
| SK-C-1548        | Charles Rochussen                        | De Osjessluis bij de Kalverstraat te Amsterdam                                                     | 1855          |            |
| SK-A-1760        | Charles Rochussen                        | Jagershalte in een bos                                                                             | 1859          |            |
| SK-A-1757        | Charles Rochussen                        | De requisitie                                                                                      | 1872          |            |
| SK-A-4864        | Charles Rochussen                        | Prins Maurits van Oranje ontvangt een delegatie uit Rusland in 1614                                | 1874          |            |
| SK-A-1299        | Johan de la Rocquette                    | Portret van Philippus Baldaeus en Gerrit Mossopotam                                                | 1668          |            |
| SK-A-639         | Niels Rode                               | Het Huis Nieuw Teylingen                                                                           | 1785          |            |
| SK-C-1824        | Jan Roëde                                | A travers pris                                                                                     | 1946          |            |
| SK-A-5079        | Jan Roeland                              | Rood vierkant met acht messen                                                                      | Ca. 1980      |            |
| SK-A-4868        | Willem Roelofs (I)                       | Landschap bij naderend onweer                                                                      | 1850          |            |
| SK-A-4727        | Willem Roelofs (I)                       | Zeegezicht bij Heijst                                                                              | 1868          |            |
| SK-A-1166        | Willem Roelofs (I)                       | Landschap in de omgeving van Den Haag                                                              | Ca. 1870-1875 |            |
| SK-A-4726        | Willem Roelofs (I)                       | Landweg bij Laren, Noord-Holland                                                                   | 1870-1897     |            |
| SK-A-2386        | Willem Roelofs (I)                       | In 't Gein bij Abcoude                                                                             | 1870-1897     |            |
| SK-A-3607        | Willem Roelofs (I)                       | Boerenerf bij Noorden                                                                              | 1870-1897     |            |
| SK-A-4207        | Willem Roelofs (I)                       | De melkbocht                                                                                       | 1870-1897     |            |
| SK-A-4697        | Willem Roelofs (I)                       | In de uiterwaarden van de IJssel                                                                   | 1870-1897     |            |
| SK-A-3608        | Willem Roelofs (I)                       | Wilgebomen                                                                                         | 1875-1885     |            |
| SK-A-4114        | Willem Roelofs (I)                       | Weidelandschap met vee                                                                             | 1880          |            |
| SK-A-3004        | Willem Roelofs (I)                       | Plas bij Loosdrecht                                                                                | 1887          |            |
| SK-A-3606        | Willem Roelofs (I)                       | De brug over de IJssel bij Doesburg                                                                | 1889          |            |
| SK-A-1924        | Willem Roelofs (II)                      | Stilleven met kabeljauw                                                                            | 1896          |            |
| SK-A-336         | Coenraet Roepel                          | Stilleven met bloemen en Stilleven met vruchten                                                    | 1721          |            |
| SK-A-337         | Coenraet Roepel                          | Stilleven met bloemen en Stilleven met vruchten                                                    | 1721          |            |
| SK-A-4189        | Pieter Gerritsz. van Roestraeten         | Stilleven met zilveren dekselpot                                                                   | Ca. 1675-1700 |            |
| SK-A-760         | Roelant Roghman                          | Berglandschap met waterval                                                                         | 1650-1692     |            |
| SK-A-2363        | Roelant Roghman                          | Boslandschap met hut                                                                               | 1650-1692     |            |
| SK-A-2364        | Roelant Roghman                          | Boslandschap met houthakkerswoning                                                                 | 1650-1692     |            |
| SK-C-1479        | Roelant Roghman                          | Bergachtig landschap met visser                                                                    | 1650-1692     |            |
| SK-A-4218        | Roelant Roghman                          | Bergachtig landschap met visser                                                                    | 1650-1692     |            |
| SK-C-1462        | Henricus Rol                             | Portret van Koningin Juliana der Nederlanden in haar kroningsgewaad                                | 1951          |            |
| RP-T-1979-45     | Richard Roland Holst                     | Paardekop                                                                                          | 1881          |            |
| SK-A-4730        | Richard Roland Holst                     | Vijverhoek bij Breukelen                                                                           | 1888          |            |
| SK-A-4731        | Richard Roland Holst                     | Liggende koe met molen                                                                             | 1888          |            |
| SK-A-4741        | Richard Roland Holst                     | Boomgaard te Eemnes                                                                                | 1888-1895     |            |
| SK-A-4732        | Richard Roland Holst                     | Boer bij een hooischelf                                                                            | 1889          |            |
| SK-A-4733        | Richard Roland Holst                     | Boer bij een bosrand                                                                               | 1889          |            |
| SK-A-4734        | Richard Roland Holst                     | Boerin met een zak                                                                                 | 1889          |            |
| SK-A-4735        | Richard Roland Holst                     | Boerin met stok                                                                                    | 1890          |            |
| SK-A-4736        | Richard Roland Holst                     | Voetpad met wilg en dorpje aan de horizon                                                          | 1891          |            |
| SK-A-4737        | Richard Roland Holst                     | Jan Verkade schilderend onder een boom                                                             | 1891          |            |
| SK-A-4738        | Richard Roland Holst                     | Avondlandschap met maan                                                                            | 1891          |            |
| SK-A-4739        | Richard Roland Holst                     | Tuinhoek met Oost-Indische kers                                                                    | 1891          |            |
| SK-A-4740        | Richard Roland Holst                     | Zandafgraving te Amsterdam                                                                         | 1891          |            |
| SK-A-4742        | Richard Roland Holst                     | Huizer meisje onder een boom                                                                       | 1892-1893     |            |
| SK-A-4743        | Richard Roland Holst                     | Verwachting                                                                                        | 1913          |            |
| SK-A-4744        | Richard Roland Holst                     | Herinnering                                                                                        | 1913          |            |
| SK-A-4745        | Richard Roland Holst                     | De nacht                                                                                           | 1915          |            |
| SK-A-4747        | Richard Roland Holst                     | De uren                                                                                            | 1918          |            |
| SK-A-4746        | Richard Roland Holst                     | De bouwmeester                                                                                     | 1919          |            |
| SK-A-753         | Gillis Rombouts                          | Boomrijk landschap                                                                                 | 1650-1678     |            |
| SK-A-2529        | Salomon Rombouts                         | Wintergezicht                                                                                      | 1660-1702     |            |
| SK-A-338         | Willem Romeyn                            | Kudde bij een rivier                                                                               | 1650-1694     |            |
| SK-A-339         | Willem Romeyn                            | Kudde bij een fontein                                                                              | 1650-1694     |            |
| SK-A-340         | Willem Romeyn                            | Rustende kudde                                                                                     | 1650-1694     |            |
| SK-A-341         | Willem Romeyn                            | Italiaans landschap met vee                                                                        | 1650-1694     |            |
| SK-A-712         | Willem Romeyn                            | Landschap met vee                                                                                  | 1650-1694     |            |
| SK-A-3388        | Toegeschreven aan Niccolo Rondinelli     | Maria met kind                                                                                     | 1475-1525     |            |
| SK-C-163         | Henriëtte Ronner-Knip                    | Poes met jongen                                                                                    | 1844          |            |
| SK-A-1124        | Henriëtte Ronner-Knip                    | Drie tegen één                                                                                     | 1865-1868     |            |
| SK-A-3089        | Henriëtte Ronner-Knip                    | Katjesspel                                                                                         | Ca. 1860-1878 |            |
| SK-A-4714        | Jacques Ignatius de Roore                | De afgoderij van Jerobeam                                                                          | Ca. 1704-1744 |            |
| SK-A-1826        | Cornelis François Roos                   | Gezicht in het Harzgebergte                                                                        | 1840          |            |
| SK-A-1625        | Johann Melchior Roos                     | Herder met een bok en geiten                                                                       | 1683          |            |
| SK-A-1182        | Margaretha Roosenboom                    | Stilleven met voorjaarsbloemen                                                                     | 1878-1880     |            |
| SK-A-2387        | Margaretha Roosenboom                    | Stilleven met druiven                                                                              | 1880-1896     |            |
| SK-A-2722        | Margaretha Roosenboom                    | Stilleven met vruchten                                                                             | 1880-1896     |            |
| SK-A-2723        | Margaretha Roosenboom                    | Stilleven met aardbeien in een witte schaal                                                        | 1880-1896     |            |
| SK-A-2740        | Margaretha Roosenboom                    | Stilleven met gitaar en rozen                                                                      | 1880-1896     |            |
| RP-T-1940-543    | Gabriël van Rooyen                       | Zelfportret                                                                                        | 1762-1817     |            |
| SK-A-3419        | Cosimo Rosselli                          | De aanbidding van het Christuskind                                                                 | 1485-1507     |            |
| SK-A-1283        | Jan van Rossum                           | Portret van een vrouw, vermoedelijk Anna van Bourgondië                                            | 1662          |            |
| SK-C-1386        | Toegeschreven aan Jan van Rossum         | Portret van Johan Wolphert van Brederode                                                           | 1640-1655     |            |
| SK-A-3972        | Toegeschreven aan Jan van Rossum         | Portret van Johan Wolphert van Brederode                                                           | 1640-1655     |            |
| SK-C-1549        | Jan Cornelis van Rossum                  | Portret van Coenraad van Hulst als president van de kunstbevorderende maatschappij VW te Amsterdam | 1839          |            |
| SK-A-2874        | Jan Cornelis van Rossum                  | Portret van Johannes Kinker                                                                        | 1840-1845     |            |
| SK-A-1806        | Fredericus Jacobus van Rossum du Chattel | De ophaalbrug                                                                                      | 1880-1899     |            |
| SK-A-3421        | Pietro Rotari                            | Een jonge vrouw en Een jonge vrouw met een boek                                                    | 1756-1762     |            |
| SK-A-3422        | Pietro Rotari                            | Een jonge vrouw en Een jonge vrouw met een boek                                                    | 1756-1762     |            |
| SK-A-1125        | George Andries Roth                      | Gezicht in het Bentheimse bos                                                                      | 1870          |            |
| SK-C-611         | Jan Albertsz. Rotius                     | Stilleven                                                                                          | 1644-1666     |            |
| SK-A-995         | Jan Albertsz. Rotius                     | Portret van een jongetje met een bok                                                               | 1652          |            |
| SK-A-666         | Jan Albertsz. Rotius                     | Portret van Jan Cornelisz. Meppel                                                                  | 1661          |            |
| SK-A-342         | Hans Rottenhammer (I)                    | Maria met kind, de kleine Johannes en de heilige Catharina                                         | 1604          |            |
| SK-A-342         | Hans Rottenhammer (I)                    | Venus en Mars                                                                                      | 1604          |            |
| SK-A-1899        | Théodore Rousseau                        | La Gorge aux Loups'                                                                                | 1840-1867     |            |
| SK-A-2709        | Théodore Rousseau                        | Avondschemering                                                                                    | 1840-1867     |            |
| SK-A-5106        | Louis Royer                              | Portret van een man                                                                                | Ca. 1808-1868 |            |
| SK-C-296         | Peter Paul Rubens                        | Portret van Anna van Oostenrijk, koningin van Frankrijk                                            | 1625-1626     |            |
| SK-A-345         | Peter Paul Rubens                        | Cimon en Pero                                                                                      | Ca. 1630      |            |
| SK-A-344         | Peter Paul Rubens                        | Kruisdraging                                                                                       | Ca. 1634-1635 |            |
| SK-C-1725        | Peter Paul Rubens                        | Zegewagen van Kallo                                                                                | 1638          |            |
| SK-A-346         | Naar Peter Paul Rubens                   | De verzoening van Jacob en Ezau                                                                    | 1600-1700     |            |
| SK-A-2516        | Naar Peter Paul Rubens                   | De opwekking van Lazarus                                                                           | 1600-1800     |            |
| SK-A-278         | Naar Peter Paul Rubens                   | Portret van Lodewijk XIII, koning van Frankrijk                                                    | Ca. 1620-1650 |            |
| SK-A-272         | Naar Peter Paul Rubens                   | Ecce homo                                                                                          | 1800-1857     |            |
| SK-A-2336        | Atelier van Peter Paul Rubens            | Noli me tangere                                                                                    | 1610-1690     |            |
| SK-A-4051        | Atelier van Peter Paul Rubens            | Cadmus zaait drakentanden                                                                          | 1610-1690     |            |
| SK-C-295         | Atelier van Peter Paul Rubens            | Portret van Helena Fourment                                                                        | 1630-1700     |            |
| SK-A-1573        | Pieter des Ruelles                       | Het Agnietenklooster in Utrecht                                                                    | 1650-1658     |            |
| SK-C-562         | Jacob van Ruisdael                       | Zandweg in de duinen                                                                               | Ca. 1650-1655 |            |
| SK-C-212         | Jacob van Ruisdael                       | Rotsachtig landschap                                                                               | 1650-1682     |            |
| SK-A-347         | Jacob van Ruisdael                       | Kasteel Bentheim                                                                                   | 1650-1682     |            |
| SK-A-348         | Jacob van Ruisdael                       | Berglandschap met waterval                                                                         | 1650-1682     |            |
| SK-A-2337        | Jacob van Ruisdael                       | De voorde                                                                                          | 1650-1682     |            |
| SK-A-3343        | Jacob van Ruisdael                       | Landschap met ruïnes                                                                               | 1650-1682     |            |
| SK-A-350         | Jacob van Ruisdael                       | Bosgezicht                                                                                         | 1653          |            |
| SK-C-1633        | Jacob van Ruisdael                       | Schepen in woelige zee                                                                             | Ca. 1655      |            |
| SK-C-210         | Jacob van Ruisdael                       | Landschap met waterval                                                                             | Ca. 1660-1670 |            |
| SK-C-213         | Jacob van Ruisdael                       | Landschap met watermolen                                                                           | 1661          |            |
| SK-A-349         | Jacob van Ruisdael                       | Winterlandschap                                                                                    | Ca. 1665      |            |
| SK-C-211         | Jacob van Ruisdael                       | De molen bij Wijk bij Duurstede                                                                    | Ca. 1670      |            |
| SK-A-351         | Jacob van Ruisdael                       | Gezicht op Haarlem uit het noordwesten, met de blekerijen op de voorgrond                          | Ca. 1670      |            |
| SK-A-3498        | School van Jacob van Ruisdael            | Boerenhuis in bosachtig duinlandschap                                                              | 1650-1750     |            |
| SK-A-4275        | Johan Adolph Rust                        | Gezicht op de Hoge Sluis te Amsterdam, vanaf de Amstel Jachthaven                                  | 1868          |            |
| SK-A-2131        | Simon Ruys                               | Portret van Johannes Camprich van Cronefelt                                                        | 1679-1687     |            |
| SK-A-354         | Rachel Ruysch                            | Stilleven met bloemen in een glazen vaas                                                           | Ca. 1690-1720 |            |
| SK-A-2338        | Rachel Ruysch                            | Stilleven met bloemen op een marmeren tafelblad                                                    | 1716          |            |
| SK-A-1525        | Jacob Salomonsz. van Ruysdael            | Landschap met herder en vee                                                                        | 1665          |            |
| SK-A-3258        | Salomon van Ruysdael                     | Zeilschepen op breed binnenwater                                                                   | 1630-1670     |            |
| SK-C-1730        | Salomon van Ruysdael                     | Duinlandschap met boerenhoeve                                                                      | 1634          |            |
| SK-C-1731        | Salomon van Ruysdael                     | Rivierlandschap met veerpont                                                                       | 1634          |            |
| SK-A-3259        | Salomon van Ruysdael                     | Riviergezicht bij Deventer                                                                         | 1645          |            |
| SK-A-3983        | Salomon van Ruysdael                     | Rivierlandschap met veerpont                                                                       | 1649          |            |
| SK-C-1698        | Salomon van Ruysdael                     | Rivierlandschap met een veerboot                                                                   | 1649          |            |
| SK-A-713         | Salomon van Ruysdael                     | Dorpsherberg met reiswagen                                                                         | 1655          |            |
| SK-A-352         | Salomon van Ruysdael                     | Pleisterplaats                                                                                     | 1660          |            |
| SK-C-876         | Salomon van Ruysdael                     | Dorpsgezicht                                                                                       | 1663          |            |
| SK-A-2571        | Salomon van Ruysdael                     | Dorpsgezicht                                                                                       | 1663          |            |
| SK-A-353         | Jan de Ruyter                            | De keukenmeid                                                                                      | 1820          |            |
| SK-A-1315        | Pieter Jansz. van Ruyven                 | Een haan, een kip en ander pluimvee                                                                | 1670-1690     |            |